# Albánia a 2014. évi téli olimpiai játékokon
Albánia az oroszországi Szocsiban megrendezett 2014. évi téli olimpiai játékok egyik részt vevő nemzete volt. Az országot az olimpián 1 sportágban 2 sportoló képviselte, akik érmet nem szereztek.

## Alpesisí
Férfi
| Versenyző  | Versenyszám      | 1. futam   | 1. futam   | 2. futam | 2. futam | Összesítés | Összesítés |
| Versenyző  | Versenyszám      | Idő        | Hely.      | Idő      | Hely.    | Idő        | Helyezés   |
| ---------- | ---------------- | ---------- | ---------- | -------- | -------- | ---------- | ---------- |
| Erjon Tola | Műlesiklás       | nem indult | nem indult | kiesett  | kiesett  | kiesett    | kiesett    |
| Erjon Tola | Óriás-műlesiklás | nem indult | nem indult | kiesett  | kiesett  | kiesett    | kiesett    |

Női
| Versenyző     | Versenyszám      | 1. futam | 1. futam | 2. futam | 2. futam | Összesítés | Összesítés |
| Versenyző     | Versenyszám      | Idő      | Hely.    | Idő      | Hely.    | Idő        | Helyezés   |
| ------------- | ---------------- | -------- | -------- | -------- | -------- | ---------- | ---------- |
| Suela Mëhilli | Műlesiklás       | kizárták | kizárták | kiesett  | kiesett  | kiesett    | kiesett    |
| Suela Mëhilli | Óriás-műlesiklás | 1:33,55  | 65.      | 1:34,36  | 60.      | 3:07,91    | 60.        |